# Konrad 2. (Tysk-romerske rige)
 For alternative betydninger, se Konrad 2.. (Se også artikler, som begynder med Konrad 2.)
Konrad 2., også kaldet Konrad den Ældre (tysk: Konrad der Ältere) (ca. 990–4. juni 1039) var tysk konge fra 1024, konge af Italien fra 1026, Tysk-romersk kejser fra 1027 og konge af Burgund fra 1033.
Han var den første tyske konge af det Saliske dynasti.
| Konrad 2.SalierneFødt: ca. 990 Død: 4. juni 1039 |                                                |                          |
| Titler som regent                                |                                                |                          |
| Foregående: Henrik 2.                            | Tysk-romersk kejser 1027–1039                  | Efterfølgende: Henrik 3. |
| Foregående: Henrik 2.                            | Tysk konge 1024–1039 med Henrik 3. (1028–1039) | Efterfølgende: Henrik 3. |